# 5533 Багров
5533 Багров (5533 Bagrov) — астероїд головного поясу, відкритий 1 вересня 1935 року.
Тіссеранів параметр щодо Юпітера — 3,606.